# أودري براون (لاعبة ألعاب قوى)
أودري كاثلين كيلنر براون الحائزة على رتبة الإمبراطورية البريطانية والمعروفة لاحقًا باسم كورت هي لاعبة ألعاب قوى بريطانية تنافست بشكل رئيسي في سباق 100 متر. وُلدت أودري في 24 مايو 1913 وتوفيت في 11 يونيو 2005.

## الحياة الشخصية
وُلدت أودري في بانكورا بالهند وكانت الأخت الصغرى لرالف كيلنر براون والأخت الكبرى لجودفري براون. انتقلت أودري في سن التاسعة إلى المملكة المتحدة. ودرست في جامعة برمنغهام. وتزوجت في عام 1940 من ويليام كورت.

## الحياة المهنية
لعبت أودري أثناء وجودها في الجامعة مع فريق بيرشفيلد هاريرز. وشاركت في دورة الألعاب الطلابية العالمية عام 1933. كما نافست مع بريطانيا العظمى في دورة الألعاب الأولمبية الصيفية لعام 1936 التي أقيمت في برلين بألمانيا حيث فازت بالميدالية الفضية في سباق 4 × 100 متر مع زملائها في الفريق إيلين هيسكوك وفيوليت أولني وباربرا بيرك.
بعد تقاعدها من ألعاب القوى في عام 193، عملت أودري كموظفة في شركة رونتري لانتاج الكاكاو في يورك.